# Терем-теремок (мультфильм)
«Терем-теремок» — советский мультипликационный фильм по сценарию Владимира Сутеева на основе русской народной сказки «Теремок». По рисункам народного художника Юрия Васнецова.
Это последний фильм режиссёра Леонида Амальрика.

## Сюжет
Стоял теремок, не низок, не высок. Первой в нём поселилась Муха-Горюха. Затем и Мышка-Норушка, и Лягушка-Квакушка, и Зайчик-Побегайчик, и Петушок-Золотой Гребешок. Зажили они и не в тесноте, и не в обиде, пока мимо не проходил Медведь Косолапый. Попросился он к ним жить, да мал был теремок. Тогда Медведь залез на крышу и раздавил теремок. К счастью, никто не пострадал, но им же теперь и негде жить. Медведь просил прощения, но Муха горюха ему сказала: «Сумел сломать, сумей и построить». Так и сделал Медведь, а Муха, Мышка, Лягушка, Зайчик и Петушок ему помогали. И стал теремок лучше прежнего.

## Создатели
| автор сценария            | Владимир Сутеев                                                                     |
| режиссёр                  | Леонид Амальрик                                                                     |
| художники-постановщики    | Надежда Привалова, Гелий Аркадьев                                                   |
| композитор                | Никита Богословский                                                                 |
| оператор                  | Михаил Друян                                                                        |
| звукооператор             | Владимир Кутузов                                                                    |
| художники-мультипликаторы | Рената Миренкова, Иван Давыдов, Александр Давыдов, Елизавета Комова, Анатолий Солин |

- Роли озвучивали (в титрах не указаны) — Галина Новожилова (муха-горюха, мышка-норушка), Ирина Потоцкая (лягушка-квакушка), Мария Виноградова (зайчик-побегайчик), Георгий Вицин (петушок-золотой гребешок), Алексей Смирнов (медведь-косолапый)